# Bernal de Bonaval
Bernal de Bonaval est un troubadour galicien actif au XIIIe siècle.